# ビスマルク級戦艦
| ビスマルク級戦艦 | ビスマルク級戦艦 |
| ---------------- | --- |
|                  | |
| 艦級概観         | |
| 艦種             | 戦艦 |
| 艦名             | 人名 |
| 前級             | バイエルン級戦艦 |
| 次級             | H級戦艦(計画中止) |
| 性能諸元         | |
| 排水量           | 基準：41,700トン 常備：45,950トン 満載：50,300トン |
| 全長             | 251.0m |
| 全幅             | 36.0m |
| 吃水             | 9.3m（基準） 10.2m（満載） |
| 機関             | ワーグナー式重油専焼高圧型水管缶12基 ＋ブラウン・ボベリー式ギヤード・タービン3基3軸推進 |
| 最大出力         | 138,000hp（標準蒸気圧時出力） 150,170hp（高加圧時出力） |
| 最大速力         | 30.8ノット（公試時） |
| 航続距離         | 16ノット/9,280海里 19ノット/8,525海里 24ノット/6,640海里 28ノット/4,500海里 |
| 乗員             | 2,092名（1941年時） |
| 兵装             | 38cm SK C/34（47口径）連装砲4基 15cm SK C/28（55口径）連装速射砲6基、 10.5cm SK C/33（65口径）連装高角砲8基、 3.7cm SK C/30（83口径）連装機関砲8基、 2cm FlaK 38（65口径）四連装機関砲2基&同単装機関砲12基 （1941年5月時） |
| 装甲             | 舷側：320mm（水線部）、145mm（第一甲板舷側部）、170mm（水線面下部） 甲板：110mm（最厚部） 主砲塔： 360mm（前盾）、220mm（側盾）、320mm（後盾）、130mm（天蓋） 副砲塔： 100mm（前盾）、80mm（側盾）、40mm（後盾）、40mm（天蓋） 主砲 バーベット部：340mm（最厚部） 司令塔：350mm（前盾）、350mm（側盾）、200mm（後盾）、220mm（天蓋） |
| 艦載機           | アラドAr196A-3水上偵察機4機 カタパルト1基 |

ビスマルク級戦艦（ビスマルクきゅうせんかん、Schlachtschiffe der Bismarck-Klasse）は シャルンホルスト (Scharnhorst) 級戦艦に引き続き、ドイツ海軍が第二次世界大戦中に竣工させた最初にして最後の超弩級戦艦である。
一番艦のビスマルクは1936年7月1日に起工、1940年8月に竣工した。二番艦ティルピッツは1936年11月に起工し、1941年2月に竣工した。

## 概要

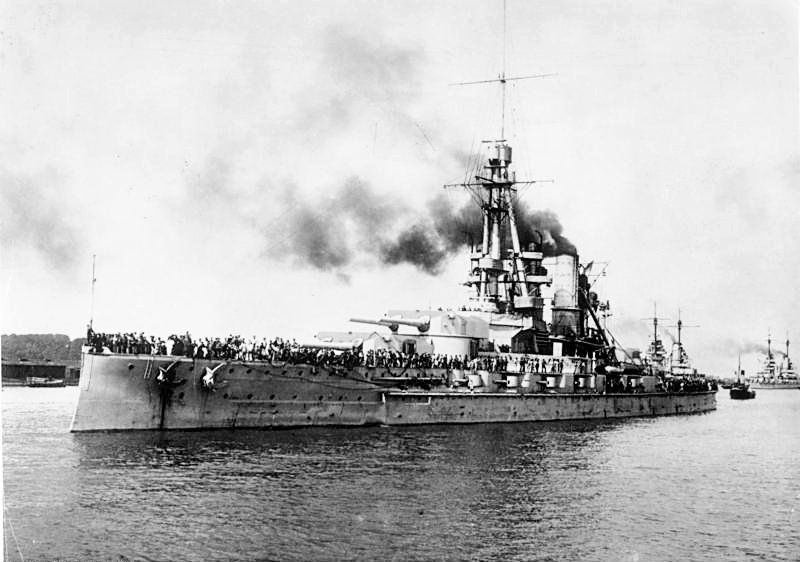
本級以前にドイツ海軍で建造された超弩級戦艦「バイエルン」。

ドイツは1935年3月、ヴェルサイユ条約を破棄し、同年5月18日に英独海軍協定を締結した。そして、協定に沿った建艦計画を同年中に立て、北大西洋を見据えた長距離行動が可能な装甲艦を基本に置いた艦隊の編成を計画した。その中で仮想敵国であるイギリス、フランス（両国は同盟関係でもあった）の阻止攻撃から通商破壊作戦に当たる艦船を防衛するために、戦艦艦隊の必要性が認識され、本級が建造された。後のZ計画もこの構想を拡大した形で引き継いでいるが、同計画が目標とした1945年の対英戦準備完了時点を想定した構想では、本級とシャルンホルスト級を中心とした艦隊が北海で睨みを効かせ、イギリス艦隊を本国海域に拘束する計画となっている。通商破壊は装甲艦など他艦の役目であり、イギリス海軍が船団護衛や通商破壊艦狩りに兵力を分散配置した場合には、H級戦艦を中心とした別の水上艦隊を大西洋に出撃させることになっていた。

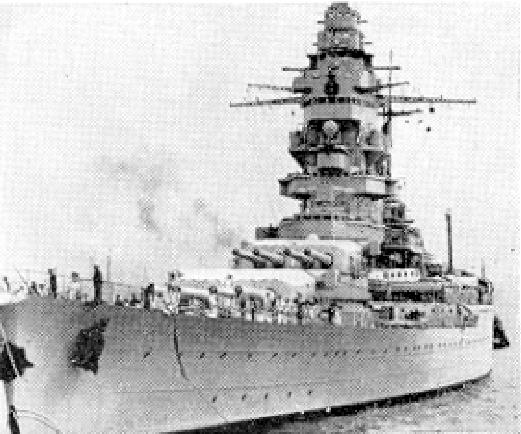
本級建造前にドイツ海軍で脅威と見なされたフランス海軍の「ダンケルク」。

本級の構想自体は英独海軍協定以前より存在していたが、上記の経緯からイギリス、フランスの戦艦に対抗できる能力が求められ、規模は拡大していった。フランス海軍についてはダンケルク級戦艦への対抗を想定している。当初は「13インチ砲8門搭載で速力30ノット以上、基準排水量35,000トン」を目的として設計され、設計期間短縮のために第一次世界大戦時に設計された超弩級戦艦「バイエルン級」の設計を流用した経緯はシャルンホルスト級戦艦と同一である。このため「新しい旧式艦」といわれることもある。基準排水量は協定に従い35,000トンと公表されたが、実際には協定を違反する4万トン超に達した。
英独海軍協定に従えば、本級建造によって残る建造枠は1隻となるはずだったが、結局協定は破棄された。また、本級の設計は後続艦のタイプシップとして成立しており、H-39からH-44に至る全ての戦艦が、本級の基本設計を踏襲・拡大改良したものとなっている。
当初の建造計画を上回る主砲を搭載してイギリスやフランスなどの38cm、40.6cm（15インチ、16インチ）クラスの砲の搭載艦に匹敵する装甲と火力を持つこととなり、前級の「バイエルン級」にはなかった高速航行力を持つ。
結局、第二次世界大戦の勃発によりビスマルク級に続くZ計画戦艦群は建造されなかったため、本級は、第二次世界大戦に参加したドイツ水上艦の中では最大かつ最強となった。戦艦は後世に紹介される際にも巨大さ、強さ、先進性などが誇示されることが多いが、本級もその例に漏れず巨大さ・強さが強調されることが多い。ただし、第二次世界大戦中には本級を上回る排水量の戦艦も存在しており、本級の大きさを形容するときには「当時のドイツ水上艦の中で最大の」「建造当時では最大の」といった修飾をつけなければならない。
参考：列強最大戦艦排水量
| 艦級                | 基準排水量 | 常備排水量 | 満載排水量 |
| ------------------- | ---------- | ---------- | ---------- |
| 大和型戦艦          | 65,000トン | 69,100トン | 72,809トン |
| アイオワ級戦艦      | 48,500トン | 52,000トン | 57,450トン |
| ヴァンガード (戦艦) | 44,500トン | 48,000トン | 51,420トン |
| リシュリュー級戦艦  | 38,500トン | 43,293トン | 47,548トン |
| リットリオ級戦艦    | 41,167トン | 43,624トン | 45,752トン |
| ビスマルク級戦艦    | 41,700トン | 45,172トン | 50,900トン |

## 詳細
酒井三千生や三菱重工の技師であった阿部安雄などは、本級に対して特に否定的な評価を行ってはいなかった。しかし、大戦当時は連合国に脅威と見られていた本級も、日本国外では1970年代には否定的評価が出されるようになっていた。日本において否定的な記述はジョン・ジョーダンの手になる『戦艦』が日本で訳出された際に防御思想と設計への言及で登場している。その後海外文献の渉猟を行っている研究家の一人である大塚好古が取り上げていく。その後、『世界の艦船』が2006年2月号にて編集部の手になる特集「列強最後の戦艦を比較する」で同様の批判的見解を打ち出した。

### 計画経緯
直接のきっかけは上記の英独海軍協定であるが、ドイツ海軍は1932年にはワシントン海軍軍縮条約に準じた35,000トン戦艦として検討をはじめた。その後、ヒトラーの政権奪取、ロンドン条約の動向、英仏との関係などの国際情勢に合わせて構想を変化させていき、設計は1935年に完了した。ビスマルク建造については1935年11月16日に契約された。
建造費用はビスマルクが1億9860万ライヒスマルク、ティルピッツが1億8160万ライヒスマルクであり、この価格はシャルンホルスト級の12〜13％の増加で済んだ。
想定された戦場はバルト海や北海であり、視界が利かないことを重視し近距離戦闘を主眼に置いたと考えられている。
一方、ドイツ海軍が1940年に作成した内部資料ではこれと異なる設計思想が詳述されている。それについては、「防御」の項で述べる。

### 建造施設

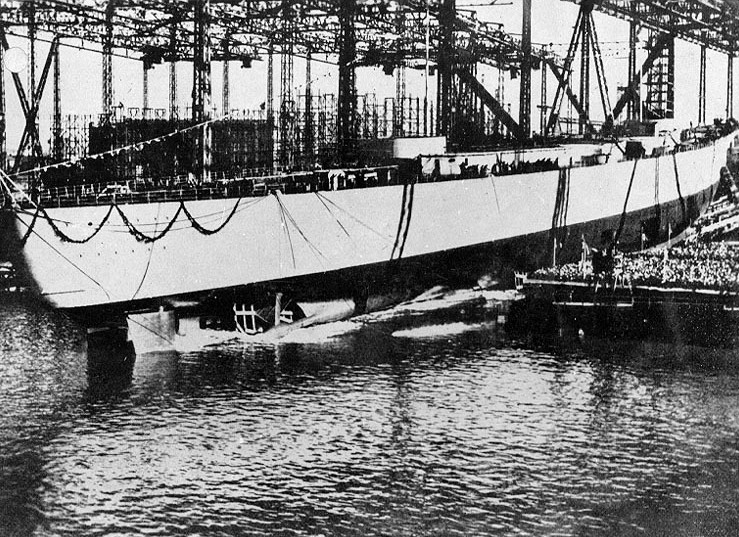
進水式の「ビスマルク」。

ビスマルクの建造を担当したブローム・ウント・フォス社はハンブルクにあった造船所の第9船台にて進水までの工事を行った。同造船所には幾つかの大規模な浮きドックがあり、ビスマルクも1940年に入渠している。なお、荒谷俊司によれば、同造船所内の『Hamburg Schliker Verfe』所有のElbe17乾ドックは、ドイツ海軍の手により建設された巨大ドックであり、当時欧州最大を称した。このドックは底部で幅60m、長さ約310mの大きさを持ち、計算上15万トンクラスの艦船の建造が可能であった。浮力にドック自体の重力で対抗し構造物としてのバランスをとる半重力式を採用したため、底版コンクリートは6.5mの厚みを持ち、側壁コンクリート厚は2mもあった。。

## 艦容

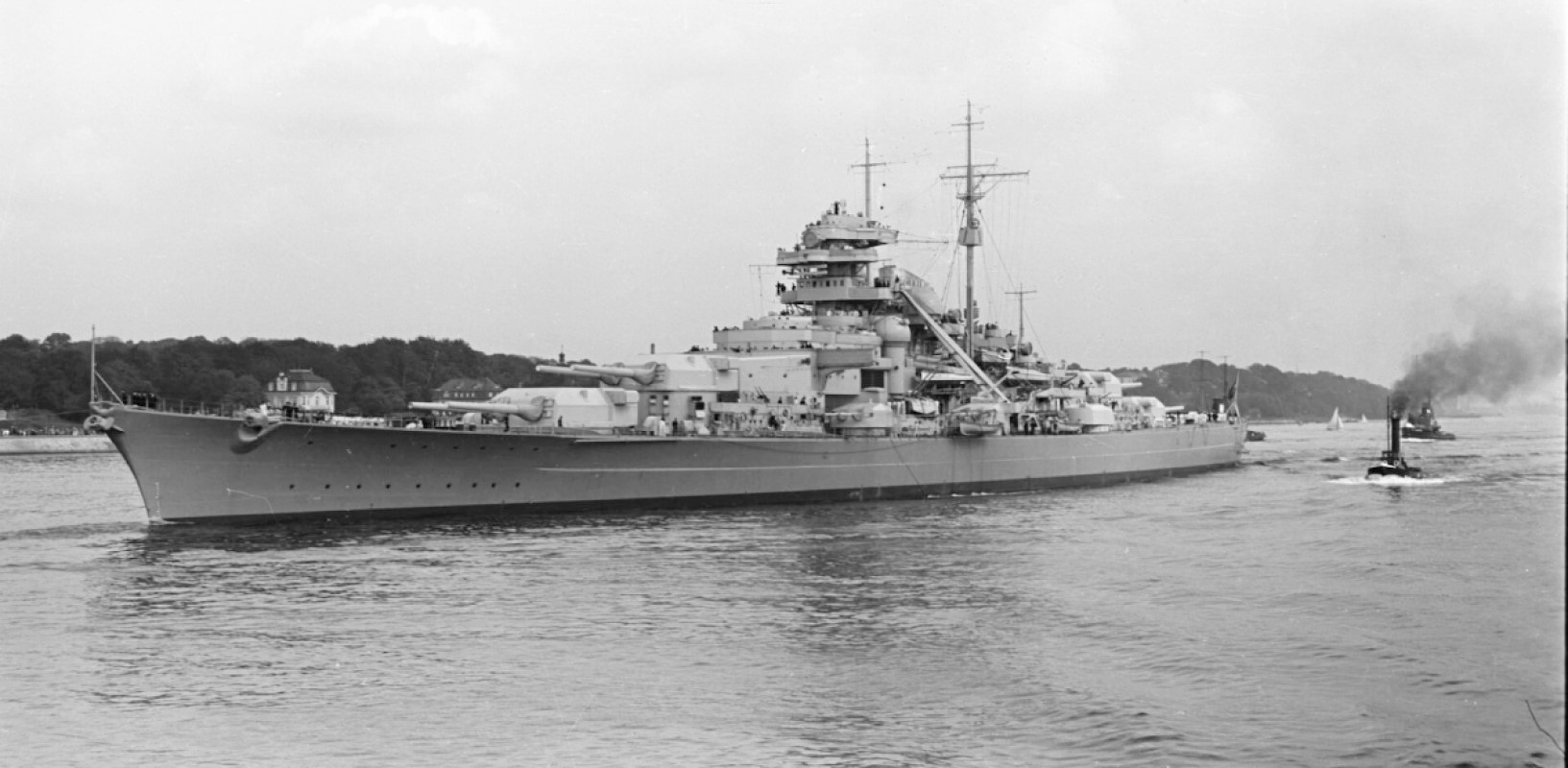
竣工当時の「ビスマルク」の写真。

外観は低く、デザインの重厚さでは定評のあるドイツらしく、かなりどっしりとした安定感をかもし出している。船体は平甲板型で、艦首から新設計の「1934年型38cm（47口径）砲」を装備した1、2番連装主砲塔を背負い式に2基搭載、箱型の航海艦橋上の司令塔天蓋部には7m副測距儀が載り、航海艦橋の両脇には耳のように船橋（ブリッジ）を全幅一杯に張り出している。航海艦橋の上には戦闘艦橋があり天井に10.5m主測距儀（ダンケルク級戦艦の物と基線長は互角である）が装備されている。煙突の両脇には水偵や艦載艇を運用するための梯子形状のクレーンを片舷1基ずつ計2基を配置した。煙突と単脚式の後檣の間には首尾線方向と垂直に伸びたカタパルトがあり、水偵は左右どちらでも射出が可能であった。後檣の背後には後部7.5m副測距儀が配置され、後部甲板上に3、4番主砲塔を背負い式に2基配置した。

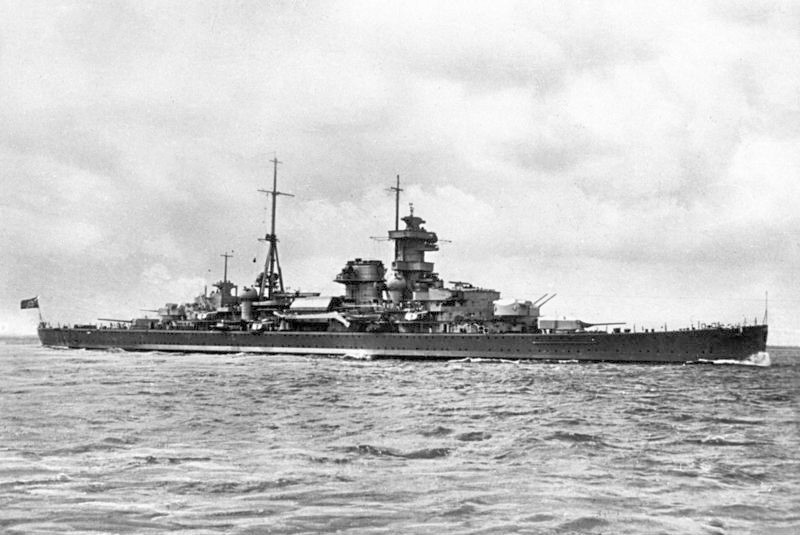
重巡洋艦「アドミラル・ヒッパー」の写真。

なお、上記にて「ドイツらしく」と述べたが、ドイツ海軍はシャルンホルスト級以降の艦艇デザインを意図的に似せたものとしていた。従ってある世代の艦艇に対し似たようなイメージを抱くことは不自然ではない。これは戦場での誤認を狙っているが、実戦において効果も挙げた。デンマーク海峡海戦にて実際にイギリス側は先頭を走っていたアドミラル・ヒッパー級重巡洋艦「プリンツ・オイゲン」をビスマルクと誤認し、射撃を始めている。

### 船体サイズ
列強の新戦艦は無条約時代（あるいはエスカレータ条項による排水量制限の緩和）という設計上の自由が存在した一方、ドック、港湾、運河などの制約条件から、その寸法が制約されていた。これと同様に、軍縮条約等の制限に縛られていない（あるいは無視した）ドイツにも寸法上の制約があった。制約となったのはキール運河であり、新戦艦は同運河を通過出来ることが条件とされ、本級の幅と喫水、そして全長はこれにより決定された。同運河は1914年に完成した拡張工事により、底部幅44m、水面幅102m、水深11mとなっていた。
なお、当時のドイツは溶接先進国であり、民間船ばかりでなく、ポケット戦艦以来その採用には著しいものがあった。本級の建造にあたっても船体材にそれまで使用されてきたST鋼ではなく、ST52鋼が採用され、90％が溶接構造とされている。日本海軍が溶接技術向上を目的に1936年に西島亮二を派遣した際にも、ドイツ側は工場見学を禁止しており、同鋼を代表とする溶接関連技術は重要技術だった。二重底は全長の83％に及んだ。また、全体の50％にはKC鋼（Cr,Ni,Mo配合）が使用された。
下記のように、ドイツ海軍は当初は38cm砲の搭載を考えていたわけではなかった。しかし、より大きな主砲を選定したことは船体サイズにも影響し、最終的に基準排水量は41,700トンにまで膨れ上がった。しかし、諸外国には依然として35,000トン戦艦として押し通した。
操艦特性については艦幅が大きいにもかかわらず、良好であった。船体側面の装甲が沈降効果を発揮してローリング軸を移動させたこともあり、ローリング、ピッチングは少なかった。ただし、砲塔の漏水が問題となり、艦首よりのA砲塔は測距儀を撤去した。

### 機関

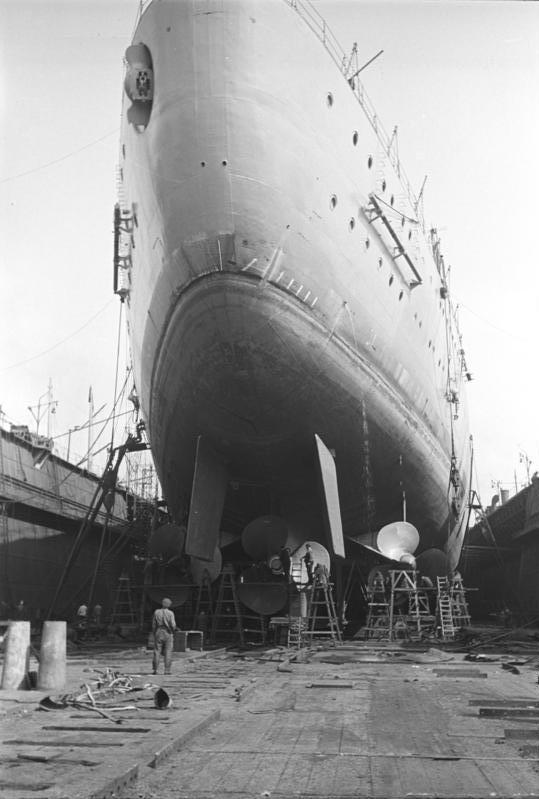
艦尾から撮影した「ビスマルク」。並列に並んだ3軸のスクリューとその真後ろに位置する並列2枚舵が良く判る写真。

本級は当時の新戦艦としては珍しい3軸推進であるが、3軸推進は操艦性が良好となる特性があり前述のキール運河を利用するドイツ戦艦では第一次大戦頃より一般的なスタイルである。
ボイラはワーグナー(Wagner)式高圧重油専焼缶が12基。タービンはビスマルクはブローム・ウント・フォス製、ティルピッツはブラウン・ボベリー（Brown-Boveri）製ギヤード・タービンをそれぞれ3基3軸装備している。蒸気条件はシャルンホルスト級より更に上げられ蒸気圧力は55 Kg/cm²（58気圧との記載もあり）、蒸気温度は475度に達し、高圧缶で知られる島風や米新戦艦も上回る。速力は公表された要目では27ノットとされたが、実際には最大出力は標準蒸気圧時出力で138,000hpを発揮し最高速力29ノットであった。航続性能は16ノットで9280海里に及び、通商破壊に適応しうるようにされた。従来、高温高圧缶をはじめとする最新の要素技術を投じたことを根拠に本級の機関は高い評価を受けてきた。しかし、大塚は鋼材の耐熱性、耐圧性が蒸気条件に比較して低く故障を頻発したこと、タービンの開発が進展せずせっかくの熱落差を効率よく推進力に用いることが出来なかったことを挙げ、信頼性は「列強最低クラス」と評した。

#### 機関配置
機関区配置は防御と関連するが、ここで述べる。機関区は缶12基を2列の縦隔壁により3列に分け、1列につき缶を4基ずつ設置した。これは「大和型」と類似しているが、一方で「ダンケルク級」や「ノースカロライナ級」などで採用されたシフト配置にはなっておらず、第一次世界大戦時から変化のない機関配置であった。3列に分かれたボイラ室は1列につき更に3室に分かれており、4基のボイラは前後の2部屋に2基ずつ設置された。中央の部屋はやや小さく隔壁の役割を果たす。ギヤード・タービン3基を納める機関室は3列に分けることは出来ず、前後に大きく2分割されて設置されている。前側は左舷側と右舷側のタービン計2基を2列に配置、隔壁を隔てて後ろ側に中央軸用タービンを1基配置した。本級の機関区は余裕のある隔壁配置により、きわめて破壊されにくいはずであった。しかし、ビスマルク追撃戦では航空魚雷によって左舷側の機関区に小規模ながら止めることの出来ない浸水を引き起こした。また、衝撃によりバルブが自動閉鎖して直接攻撃を受けていない右舷側の推進タービンが停止してしまい、人力によりバルブを開放して再始動するまで停止してしまったことなど、この機関配置は防御的に弱点を抱えていた。
ティルピッツも、特殊潜行艇の攻撃によって一時的に航行不能に追い込まれている。しかし、この場合は艦底に2,000kgの時限機雷4発をセットされるという状況であり、そのような攻撃に耐えることを目標とした戦艦は世界に存在しない。

#### 燃料搭載量
燃料搭載量は8700トンである。本級の想定戦場とされる北海やバルト海周辺での作戦活動に関しては長大な航続力は必要ない。しかし、大戦初期ドイツ海軍は水上艦を次々と大西洋に投入し、本級もそのような目的に使おうとした。ビスマルクが目指したブレストもドイツ海軍にとり想定外であった早期の対仏戦がヒトラーにより推進されて勝利し、ある意味では棚ぼた的に使用可能となった前進拠点であった。一方で戦後、こうした経緯からドイツ水上艦全般と通商破壊戦との結びつけが強調された。その中で本級の航続距離への肯定的評価も見られるようになり、日本では福井静夫が初期の代表例である。しかしその後各国の戦艦の情報がより細部まで知られるようになってから、相対的にはそれ程長い航続力ではないことが知られていった。1990年代以降に出版された本の中には本級に肯定的評価を行っている場合でも、航続距離についてはさして長い訳ではないと述べている例も出ている。なお、航続力の長い艦級は広大な太平洋を主戦場と想定していた日米両国に多く見られる（詳細は各艦級の項を参照）。

## 兵装

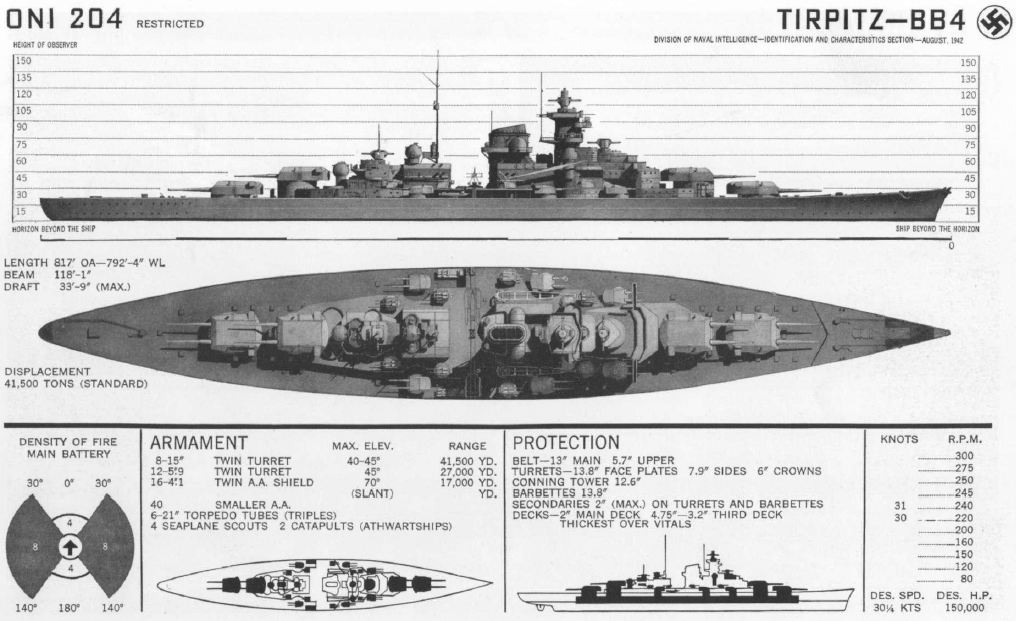
アメリカ海軍が発行したビスマルク級の識別図。武装と装甲の配置が示されている。

主砲口径は当初は13インチ（33cm）砲が搭載される計画であったが、計画を煮詰めて行くうちに徐々にサイズアップされて14インチ（正確には35cm）砲8門となった。15インチ（正確には38cm）砲搭載案も検討されたのだが、重量増加に伴う船体のサイズアップによる港湾の深度不足やキール運河の幅の問題により排水量の増加は好ましくないとの判断で、14インチ砲搭載で41,000トン戦艦として設計が進められ、対外的に35,000トンとして公表した。
しかし、後にフランス・イタリアの次期主力戦艦の主砲口径は15インチ（フランスは38cm。イタリアは38.1cm）を採用するという情報が入ったのと同時期に、建造計画を1年遅らせれば15インチ砲の開発が間に合う、と設計局より回答があったため、急遽15インチ砲搭載戦艦への設計変更が決断された。
なお、大口径砲の研究に関しては第一次大戦当時、45口径、および50口径の16インチ砲、18インチ砲、20インチ砲（いずれも正インチでメートル法切り上げではない）の試作研究を行っており、その意味では過去の経験という遺産は存在した。

### SK C/34型 38cm（47口径[29]）砲
そうしたことから本級の主砲には新設計の「SK C/34型 38cm（47口径）砲」を採用した。主要諸元を下記に示す。主砲身の俯仰・砲塔の旋回・砲弾の揚弾・装填は主に電力で行われ、補助に人力を必要とした。本級ではこれを連装砲塔に収め、艦の前後に背負い式配置で2基ずつ、計4基8門が搭載された。
なお本砲のうち余剰となった数門が沿岸防衛用としてドイツ陸軍に譲渡されており、ドイツ陸軍は後にそれを活用した列車砲として38cm ジークフリート K(E)列車砲を開発・配備している。
- 制式化：1934年
- 砲塔形式：連装
- 俯仰動力：油圧
- 旋回動力：電動
- 俯仰機構：ラックピニオン式
- 仰角：-5.5度〜30度
- 装填角度：2.5度
- 複座：空気推進式

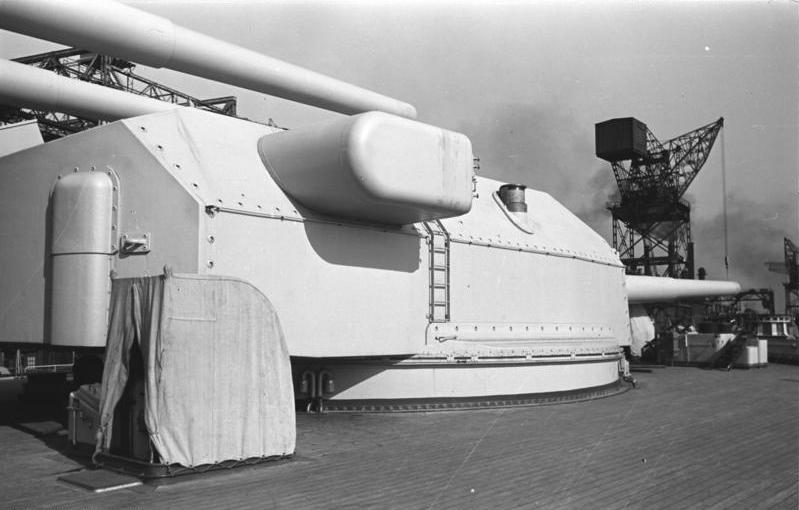
「ビスマルク」の主砲塔。

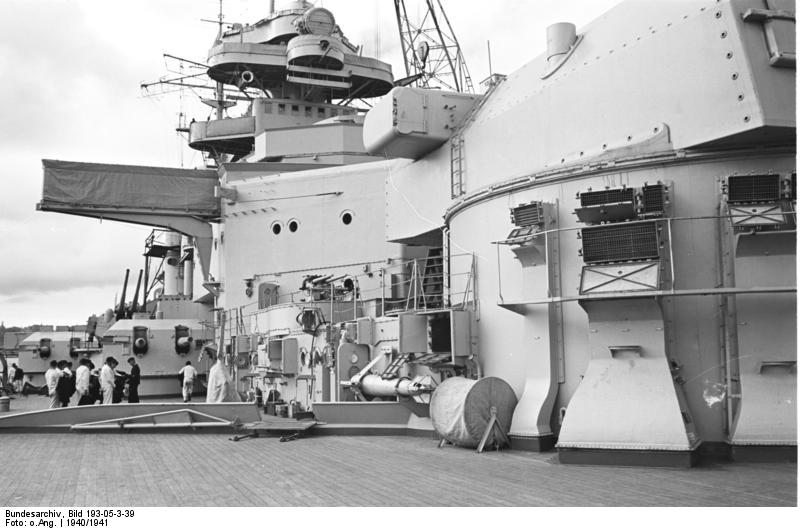
「ビスマルク」の主砲塔と副砲塔。

- 発射速度：18秒に1発（他国と同じくある種の標準速度であったと考えられ、実際にこのタイミングで射撃するかとは別問題である。実戦ではこのような速射を行ってはいない。毎分2.3〜3発との資料もある）
- 口径：380mm（14.96inch）、47口径
- 初速：820m/s
- 弾重：800kg
- 最大射程：36,520m
- 弾数：840発（8門分、各砲塔への配分不明）
- 砲塔指向範囲：船体首尾線方向を0度としてA砲塔が（1番砲塔）左右145度

| 射距離   | 仰角  | 落角  | 存速(m/s) | 対垂直甲鈑 | 対水平甲鈑 |
| -------- | ----- | ----- | --------- | ---------- | ---------- |
| 5,000 m  | 2.2°  | 2.4°  | 727       | -          | -          |
| 10,000 m | 4.9°  | 5.8°  | 641       | 510mm      | -          |
| 15,000 m | 8.1°  | 10.4° | 568       | -          | -          |
| 20,000 m | 12.1° | 16.4° | 511       | 364mm      | -          |
| 25,000 m | 16.8° | 23.8° | 473       | 308mm      | -          |
| 30,000 m | 22.4° | 31.9° | 457       | -          | 120mm      |
| 35,000 m | 29.1° | 40.3° | 462       | -          | 170mm      |

### 副砲、その他備砲、雷装等

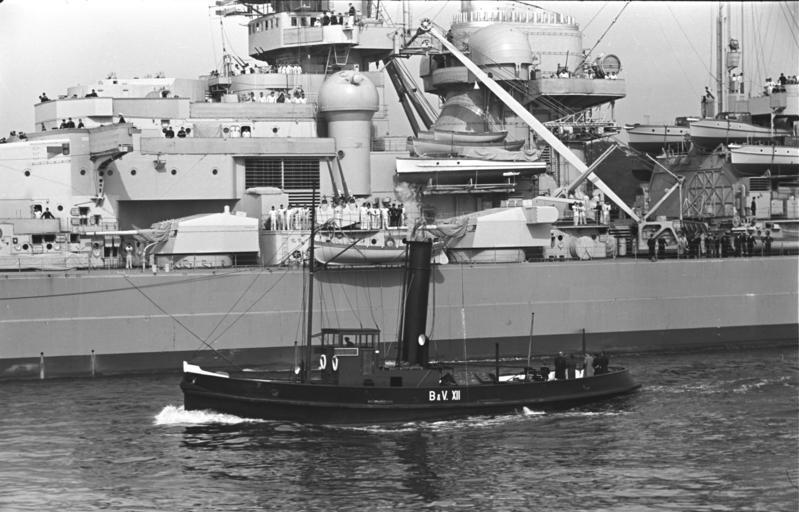
左舷から撮影された「ビスマルク」。舷側に並ぶ15cm副砲塔と10.5cm高角砲が良く判る写真。

副砲はシャルンホルスト級からドイツ大型水上艦に採用された「SK C/28型15cm（55口径）砲」を採用し、連装砲塔を航海艦橋左右に1基ずつ、残り4基をカタパルトを挟んで舷側寄りに片舷2基ずつ計6基装備し前方へ8門、後方へ4門指向できた。その他に対空用に「10.5cm（65口径）砲」を連装砲架に8基計16門を副砲塔よりも一段高い場所に片舷4基、「3.7cm（83口径）対空砲」を連装で8基16門を装備した。なお、「ティルピッツ」のみ53.3cm四連装魚雷発射管を片舷1基ずつ計2基装備している。
射撃指揮装置は前檣に2基、後檣に1基装備し、列強新戦艦に多く見られる2基に比較して多い。射撃方位盤はヴァイタル・パート内に収容され前後2基存在する。測距はステレオ式である。こうした精密機械関連技術、光学技術は当時のドイツ産業界が得意とした分野であり、再軍備により新規に制式化されたことも相まって高い評価がなされる。

## 防御
防御に当たって考慮ないし議論の対象とされてきたのは、おおまかに次の点に区分出来る。
- 艦の運用思想、および想定戦場
- 防御に割くスペース、重量配分
- 防御方式に関する考え方（思想、方式）
- 要素技術（機関技術のように時代が下るほど小型化、高出力化が進み他の点に影響する技術もあるため、防御関係に留まらない）

### 艦の運用思想、および想定戦場の問題
他項で述べたように、視界の利きにくい北海やバルト海での戦闘を前提としており、日米のように大遠距離も包含した艦隊決戦を強く志向したのとは対照的であるとされる。

### 防御に割くスペース、重量配分の問題
防御装甲比率は排水量全体の39％であり、大和型戦艦の33％に比較して大きい。この防御重量を広い範囲に配分したことも特徴であり、阿部安雄は「完全な集中防御とは言いがたい」と述べ、「ビスマルク級の防御方式の方が、航空機が発達した第二次世界大戦においては、より戦闘様式にマッチしていたのではないかと思われる」との評価を下している。福井静夫はドイツ海軍の置かれた状況から、単独行動中に敵巡洋艦や航空機の襲撃を受ける危険が高いため、巡洋艦主砲や爆弾防御用の薄い装甲を広範囲に張らざるを得なかったと分析しており、補助艦艇や航空機の援護下で活動することが前提の大和型の集中防御方式と対比している。

### 防御方式に関する考え方（思想、方式）

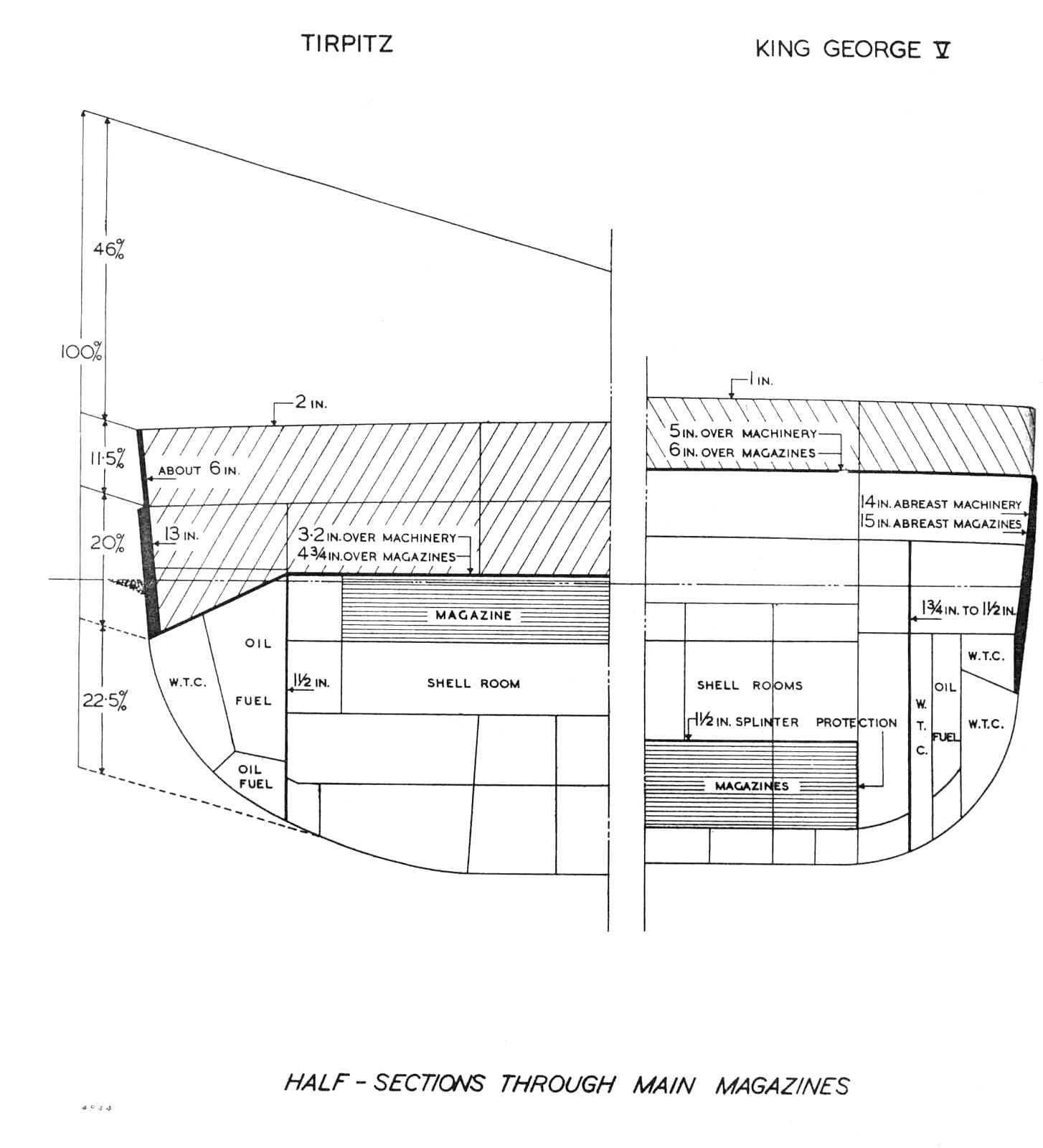
ビスマルク級（左）とキング・ジョージ五世級（右）の内部構造の比較図。

艦の中央断面については『造船協会雑誌』によれば同時代にフランスの造船大佐が大まかには正しい推定を行っている（対独諜報活動の成果が包含されているかは不明）。大戦後ドイツ艦に関する情報は徐々に一般にも流通が始まる。酒井、大塚などから防御要領は第一次大戦時代のドイツ戦艦の防御様式から構造的な進化はしていないと言われている。特に主装甲帯下端を傾斜部を介して水平装甲に接続する配置要領は典型的な第一次大戦型構造であり、主装甲帯上端から水平装甲に接続する列強新戦艦と顕著な差異を生じる。 本級はこのように第一次大戦型の防御を基礎にし、それに所与の改良を加えたものであるという点では各論とも一致している。
垂直防御
水線面より上の狭い範囲のみ320mmの装甲板で覆われている。それより上部から最上甲板までは145mmの装甲で覆われた。
水線下の防御
垂直装甲による直接的防御も関係するためここで記述する。本級の垂直装甲は水線面より下部で170mmの部分があるが上下幅が短く、水中弾や深度魚雷への防御は良く考えられていなかったことが後にウィークポイントとなった。船体内部の対水雷防御配置はバイエルン級の時代では石炭庫が衝撃吸収充填材の役目を演じたが、重油を使用する近代戦艦ではその手は使えず、本級の場合は水密区画を間隔の開いた四つの空間に分け、その背後に45mmの装甲を二重底の艦底面まで伸ばしている。水中防御に関しては本級に高い評価を与えている場合でも他国より遅れていたことを認める場合もある
水平防御
水平防御については、舷側装甲と接続する傾斜部は最上甲板は50mm、主甲板は110mmであった。この水平防御についての評価は分かれる。肯定的な評価は、バイエルン級より厚くとり、時代の変化に対応したことに力点を置く。否定的な評価は、「大口径砲による大落下角砲弾もしく高度からの水平爆撃」には充分ではなかったと評する。
批判的な見解によれば水平防御は原案よりは若干強化はされているが、それでも第一甲板水平面は25mm、主甲板80mmと、合計しても105mmであり列強新戦艦と比べると装甲厚は薄く防御力が弱かった。ドイツが誇る装甲ヴォタン鋼は一般に欧州トップクラスの装甲材と評価されるが、対して、列強の新戦艦は本級よりも小型の船体であるにもかかわらず140〜170mmの装甲を貼っており、本級の水平防御能力は高いものではない。
なお、ドイツ海軍は1940年の内部資料で、本級の装甲配置について下記のように言及している。
「第一次世界大戦の戦訓と兵器の発達に基づき、装甲防御は第一に以下の観点から改善されなくてはいけない。
- 1．遠距離と、それに応じた大きな落着角度を伴って直接、装甲甲板に当たる命中弾。
- 2. 航空爆弾対策。

これらの理由により、装甲重量から相当の大部分を水平装甲とバーベットに割り当てざるを得ない。なぜなら、重量配分の内、装甲全体が占める割合を著しく高めることはできないからである。バーベットは、閉ざされた砲郭その他に覆われていない限り、完全な強度を保ったまま主装甲甲板まで伸ばすものとする。なぜなら、これらの部分は大角度の命中弾を被った場合、かつてのようにその一部が側面装甲の背後で守られることがないからである。この新しい装甲配置では、砲弾を「無事」に貫通させるほど装甲帯を強化することはできない（「無事に」貫通させることについてはCを参照のこと）。そのため、可能な限り水平装甲も側面防御の全体的な仕組みに組み込むべく努力しなくてはいけない。これによって、少なくとも主交戦距離においては艦のバイタルパートを破壊効果から守ることができるようになる。最も強固な水平装甲は、従来通りできるだけ深部に施すものとし、できるだけ浅い角度の斜面を装甲帯の下端まで伸ばすものとする。しかし従来とは異なり、著しい余力を保って装甲帯を破り、斜面に命中する砲弾が貫通できず、破砕されるか弾き返される程これを強化しなくてはならない。
装甲甲板そのものは、このような強化にも拘わらず、極めて遠距離から直撃する砲弾を弾き返すほど増強することはできない。最重量級の徹甲弾による大角度の命中を防ぐような、装甲甲板のかくも広範な強化は、重量上の制約から艦の大部分で実現不可能だからである。ただ水平装甲までも貫通されるまでの距離を、上方修正するのが精一杯である。
このような遠距離において、最重量級の砲弾に対する完全な耐性を得ることがほとんど不可能であるのと同じくらい、空中からの脅威に対しても無条件の防御を達成できる見込みは少ない。なぜなら製造・使用され得る最重量級の徹甲爆弾は目下、最強の装甲甲板を貫通し得るからである。その前提は非常に高い投下高度、もしくはロケットエンジンである。これらの条件、高高度から投下した場合の低い命中率および低い炸薬充填率（6％以下）を理由として、このような爆弾の使用は著しく制限されている。そのため最も目的に合致するのは、弾殻の薄い通常の炸裂爆弾（炸薬充填率50％）を破砕するべく最上部の甲板に装甲（50mm以下）を施し、それよりも著しく炸薬量の少ない（充填率25％以下）、弾殻の厚い炸裂爆弾のみがこの装甲を貫通できるようにすることである。原理的には、我が軍の弾底信管付き炸裂弾に相当するこれらの半徹甲弾は艦内で炸裂する可能性があるが、それも（主）装甲甲板より上の部分に留まる。わずかな事例、例えば煙突孔の脇に命中弾を被った場合のみ、このような爆弾は大型艦のバイタルパートを破壊し得る。このような（主）装甲甲板の上で爆発する爆弾や砲弾の炸裂・破片効果を制限するため、最新の大型艦には、中央部分に厚さ30mmで硬ヴォータン鋼材（Wh-Material）製の隔壁を艦の全長および全幅に沿って組み込むものとする。さらに装甲甲板より上の煙突孔は、厚さ30mmの硬ヴォータン鋼製の破片防御を得るものとする。
（主）装甲甲板を貫通できるのは上記のように、炸薬装填率6％以下の、純粋な徹甲爆弾に限られるようになる。つまり、その効果は同じ重さの弾底信管付き炸裂弾と同程度になる。
最上部の適切な装甲甲板を強化することは、建艦時の強度上の理由に照らしても全長方向の良好な強度獲得に有効で、さらにはその下の各空間を遅延信管のない炸裂弾から保護する。」
装甲を貫通した砲弾に対する水平防御に関しては、
「比較的浅い角度下における貫通力の期待値が、一つの手がかりに過ぎないことを指摘する必要がある。微細な素材の違いは幾倍もの効果となって表れる。
例えば被帽の形状や硬度だけでも、ある場合では装甲板を貫通する砲弾が、異なる場合では同じ条件、すなわち衝突速度に違いがない時、被帽の形状が異なるだけで弾かれるように作用し得る。
また砲弾貫通の成否に係わる、角度や衝突速度といった数値は、正確には分けがたいほど近似している。さらに、ただでさえ比較的わずかである命中角度下では、把握の難しい跳弾が、命中角度が
大きかった時よりも自然に多発する。特にこの効果は、多くの装甲板を貫通した際に特に強く表れる。この際、砲弾が斜めに弾かれ、通常よりもずっと広い断面積の貫通を強いられる事態も
発生する可能性がある。	」
と記述しているように、むしろ艦の上甲板よりも中央部で水平防御力を確保と、側面防御力の補強を実現しようとした。

### 要素技術
防御関連の主要な要素技術については、ヴォータン装甲の採用がよく知られる。また、水密性については船体の大半が溶接であることも関係してくる。
ヴォータン装甲はクルップ社で開発された合金鋼で「Wh鋼」と称し、配合されたのはNi、Crであった。シャルンホルスト級で採用され、本級では隔壁装甲材に使用し、その厚みは110mm〜220mmであった。
「Wh85」と「Ww」の2種の鋼が開発された。Wh85は硬く対弾性に優れており、上部デッキ部分に使用された。Wwは柔軟性が高い鋼材であり、魚雷対策として水線下の隔壁に使用された。両者の中間の特性を持つWw38鋼も使用された。このヴォータン装甲を高く評価する意見がある一方で、現実の数字では他国と比較して数％程度の優位に過ぎなかった。日米戦艦の研究で問題となったことのある品質管理についてはその実態は不明である。

### 戦闘安全距離
上記のような防御により、後に敵対した各国の戦艦主砲弾に対しての対応能力は下記のように算定されている（下記に「安全」と書いたのは計算上の目安であり、その限界距離なら確実に安全であることを保証するものではない）。
- ダンケルク級（フランス海軍、52口径33cm砲）

舷側：27,000m以遠で安全、水平：は28,000m以内で安全
- リシュリュー級（フランス海軍、45口径38cm砲）

主砲塔：26,000m以内で安全、水平：は30,000m前後以内で安全
- キング・ジョージ5世級（イギリス海軍、45口径35.6cm砲）

舷側：15,000m以遠で安全、水平：25,000m以内で安全
- ネルソン級（イギリス海軍、45口径40.6cm砲）

舷側：18,000m以遠で安全、水平：26,000m以内で安全
否定的見解によれば、第一次大戦の際にドイツ巡洋戦艦が持っていた主敵より大幅に強力な防御力は期待できない旨が述べられ、連合国の新戦艦と戦うには防御力に不安がある旨評価されている。第一次世界大戦時から受け継いできた高いダメージコントロール能力によってある程度はカバーされてはいるが、それはあくまで「壊れること」を前提として防御不十分を人的フォローで補なわければならない。
なお、ビスマルクの撃沈において舷側装甲を何度も抜かれても撃沈には至らなかったのは、海戦が接近戦となったために零距離射撃に近い状態となって命中弾が水線上の舷側装甲に集中したため、水線下の被害が全くなかったことも影響している。大塚は、本級の防御力が神話化された旨を述べ、イギリス海軍の判断ミスと、海戦後の宣伝活動から生まれたものという見方を示した。